# Dong Cheng (boxe anglaise)
Dong Cheng est une boxeuse chinoise née le 14 août 1986 à Huangshi.

## Carrière
Sa carrière amateur est marquée par une médaille d'or remportée aux Jeux asiatiques de Canton en 2010 et par deux médailles d'argent aux championnats du monde de Ningbo en 2008 et de Bridgetown en 2010 en poids légers. Qualifiée pour les Jeux olympiques de Londres en 2012, elle est éliminée au stade des quarts de finale par Mavzuna Choriyeva.

## Palmarès

### Championnats du monde de boxe
- Médaille d'argent en -60 kg en 2010 à Bridgetown, Barbade
- Médaille d'argent en -60 kg en 2008 à Ningbo, Chine

### Jeux asiatiques
- Médaille d'or en -60 kg en 2010 à Canton, Chine